# Парк

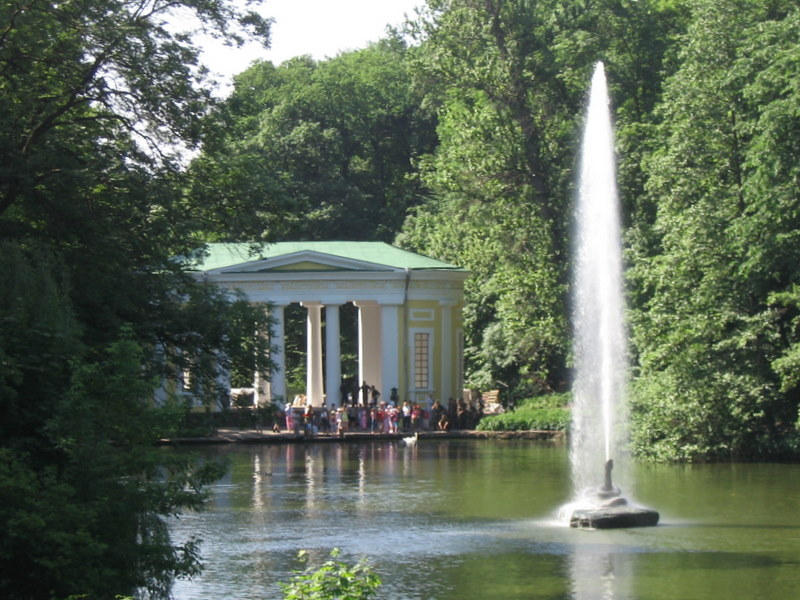
Софіївський парк в Умані, Україна

Паркові меблі і лавки на початку 21 ст. Площа Міцкевича, Івано-Франківськ. Фото 2016 р.

Парк (фр. parc від лат. parricus − «обгорожене місце») — спеціальна обмежена природна або штучна територія, виділена переважно з метою рекреації, відпочинку.
В побуті слова «парк» та «сад» далеко не розійшлися. Тому широко використовується словосполучення «садово-паркове мистецтво». Проте сад існує для постачання фруктів, тоді як парк може мати садову ділянку, а може не мати її.

## Етимологія
Слово парк є запозиченням із західноєвропейських мов; німецьке Park, французьке parc, англійське park походять від старолатинського parricus («обгороджене місце, парк»), яке зводиться до іберійського *parra («ґрати, решітка, шпалерник для квітів, підпірки для фруктових дерев)».

### Сади Середньовіччя

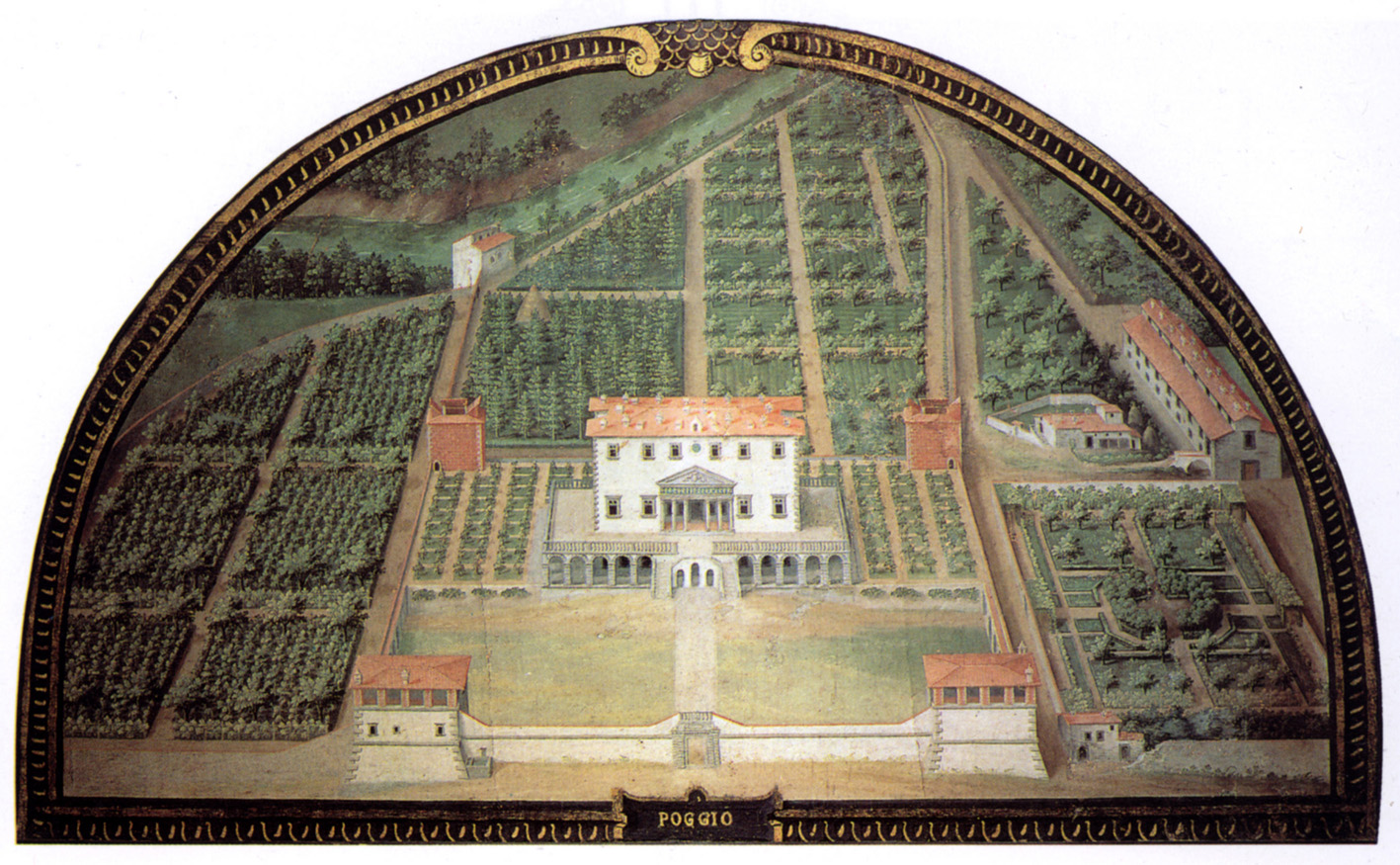
Вілла і сади в Поджо-а-Каяно біля Прато.

### Сади доби бароко

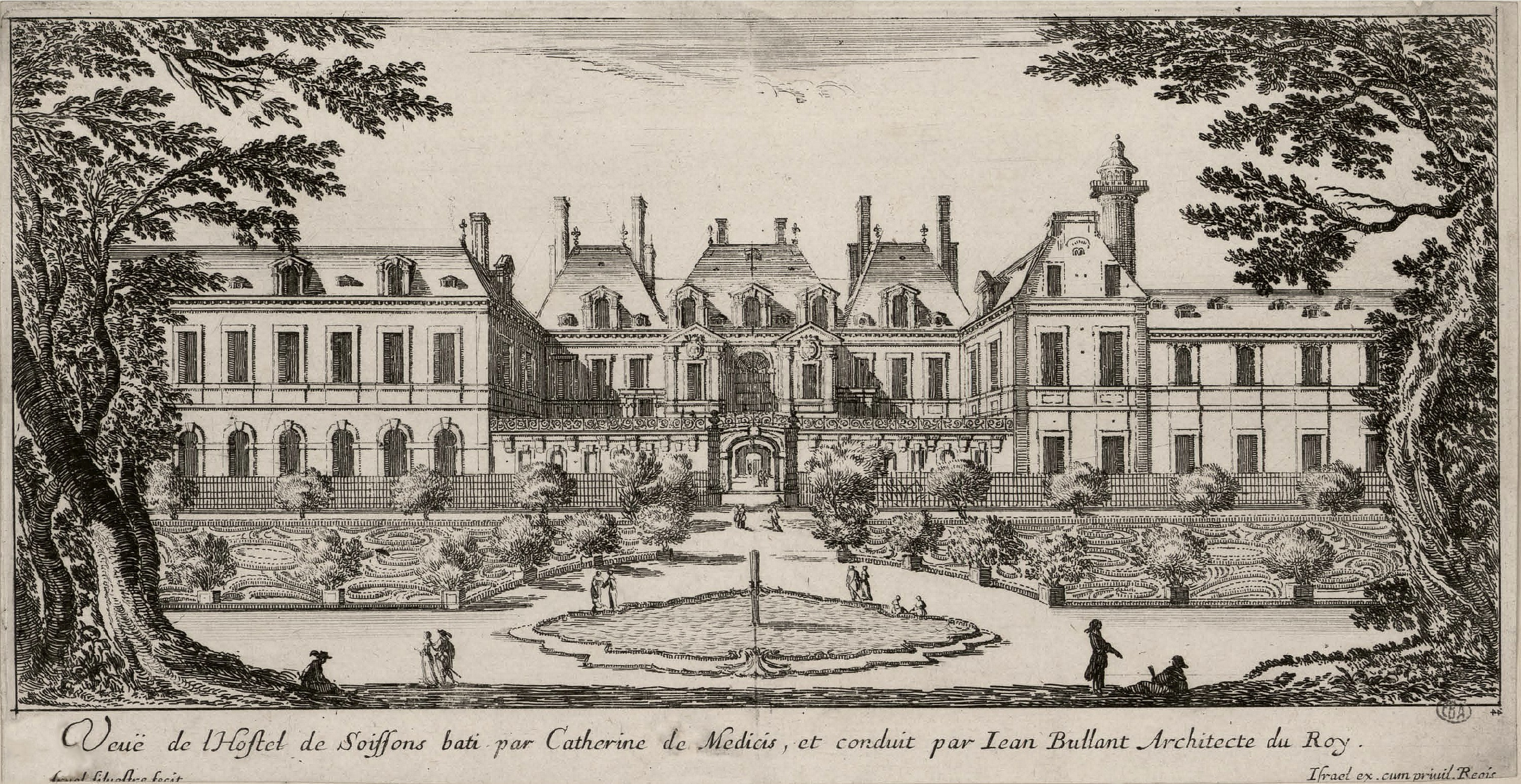
Будівельні проєкти Катерини Медічі#Замок і парк Суассон, місце народження Євгена Савойського. Гравер Ізраел Сільвестр (Israel Silvestre) прибл. 1650 р.
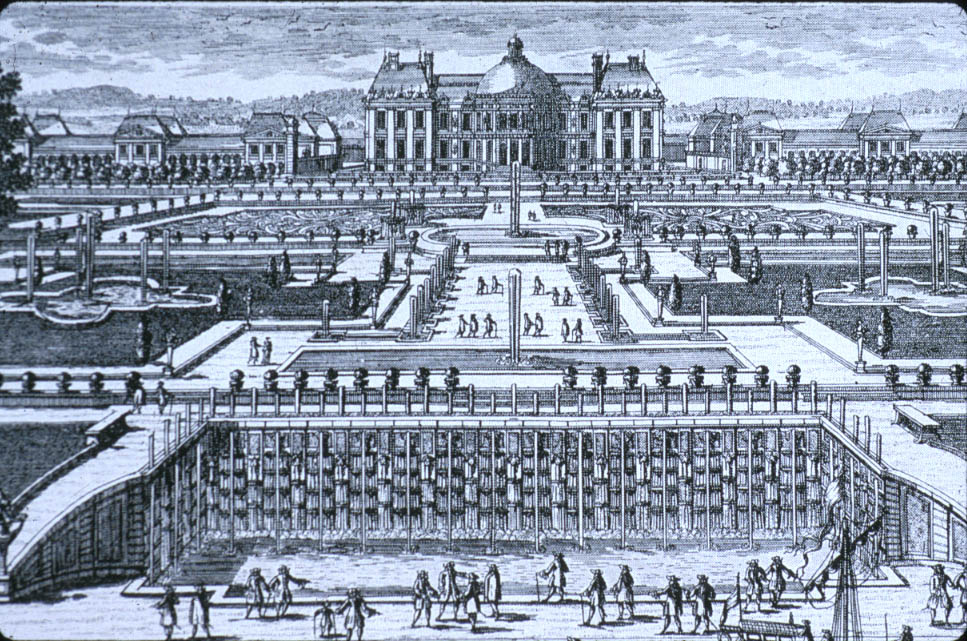
Парк замку Во-ле-Віконт, Франція, 17 ст.
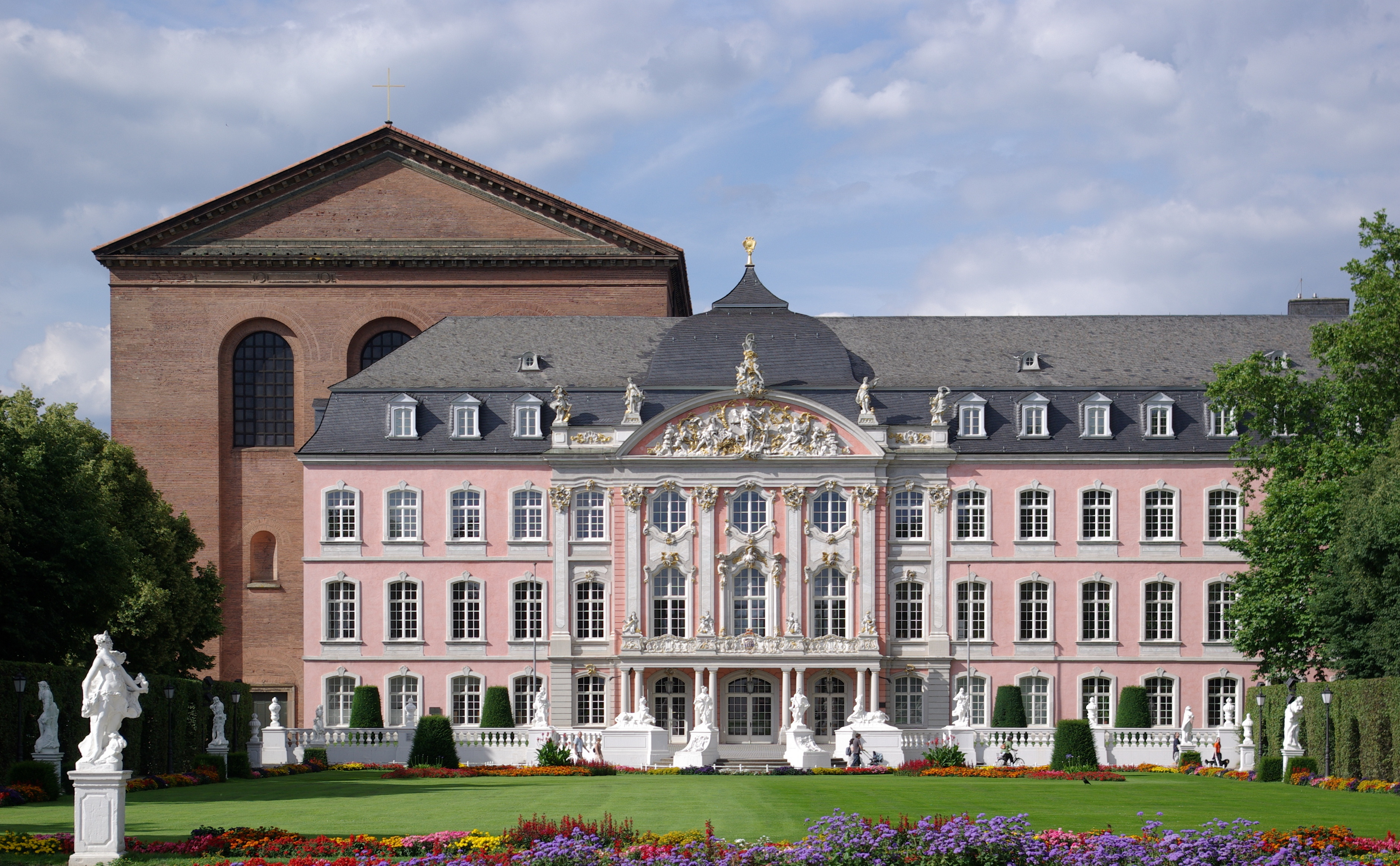
Парк і палац в місті Трір (Німеччина)
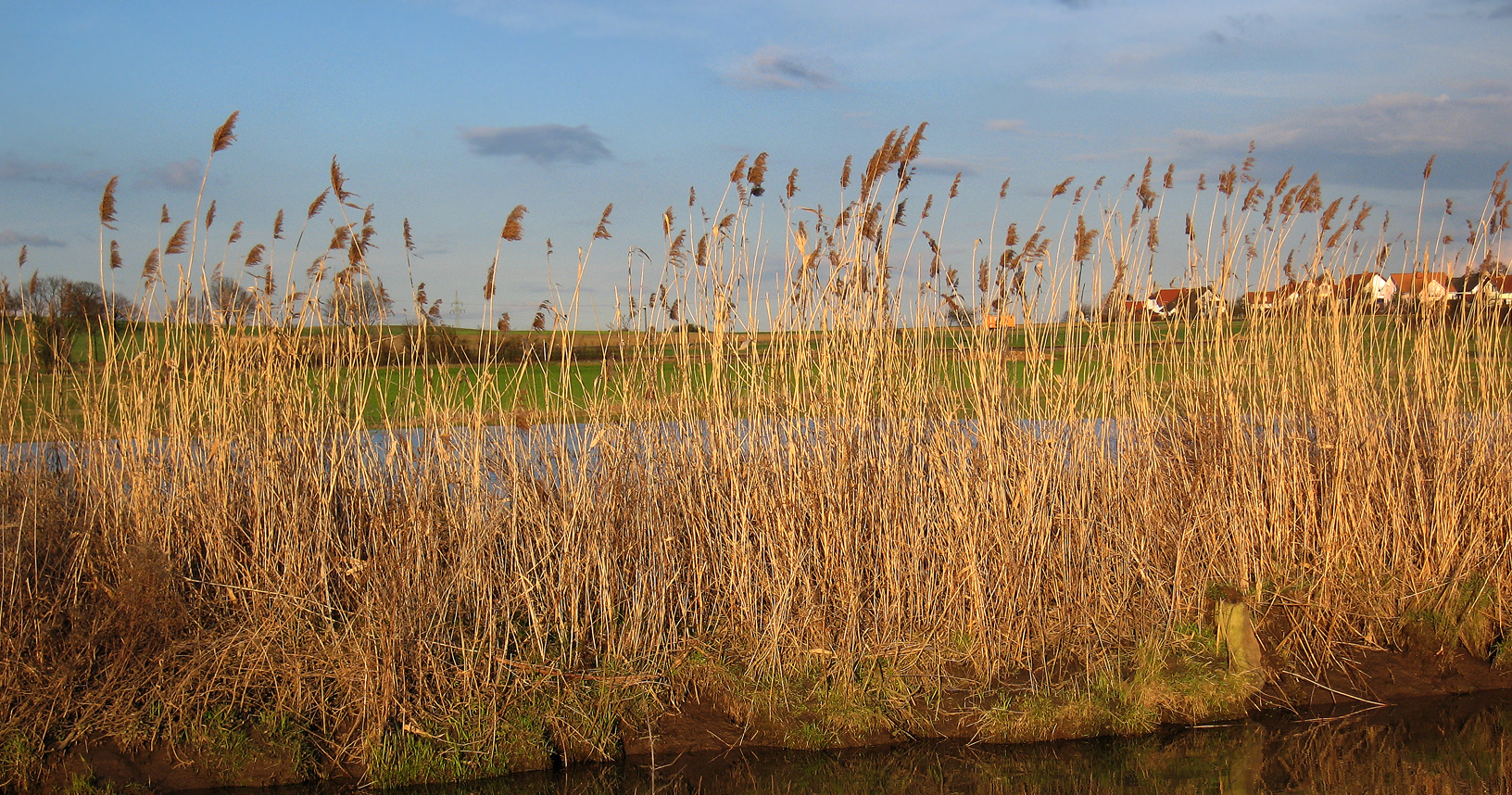
Типовий ландшафт для Дунайського парку-заповідника

## Типологія парків

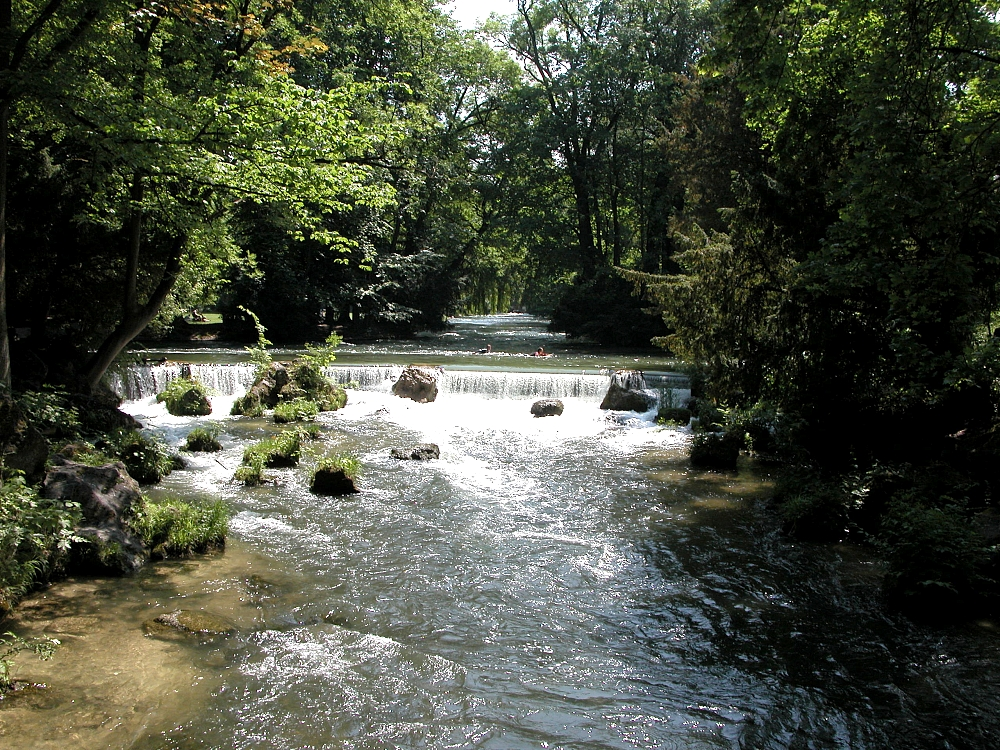
Англійський сад у Мюнхені, типовий пейзажний парк

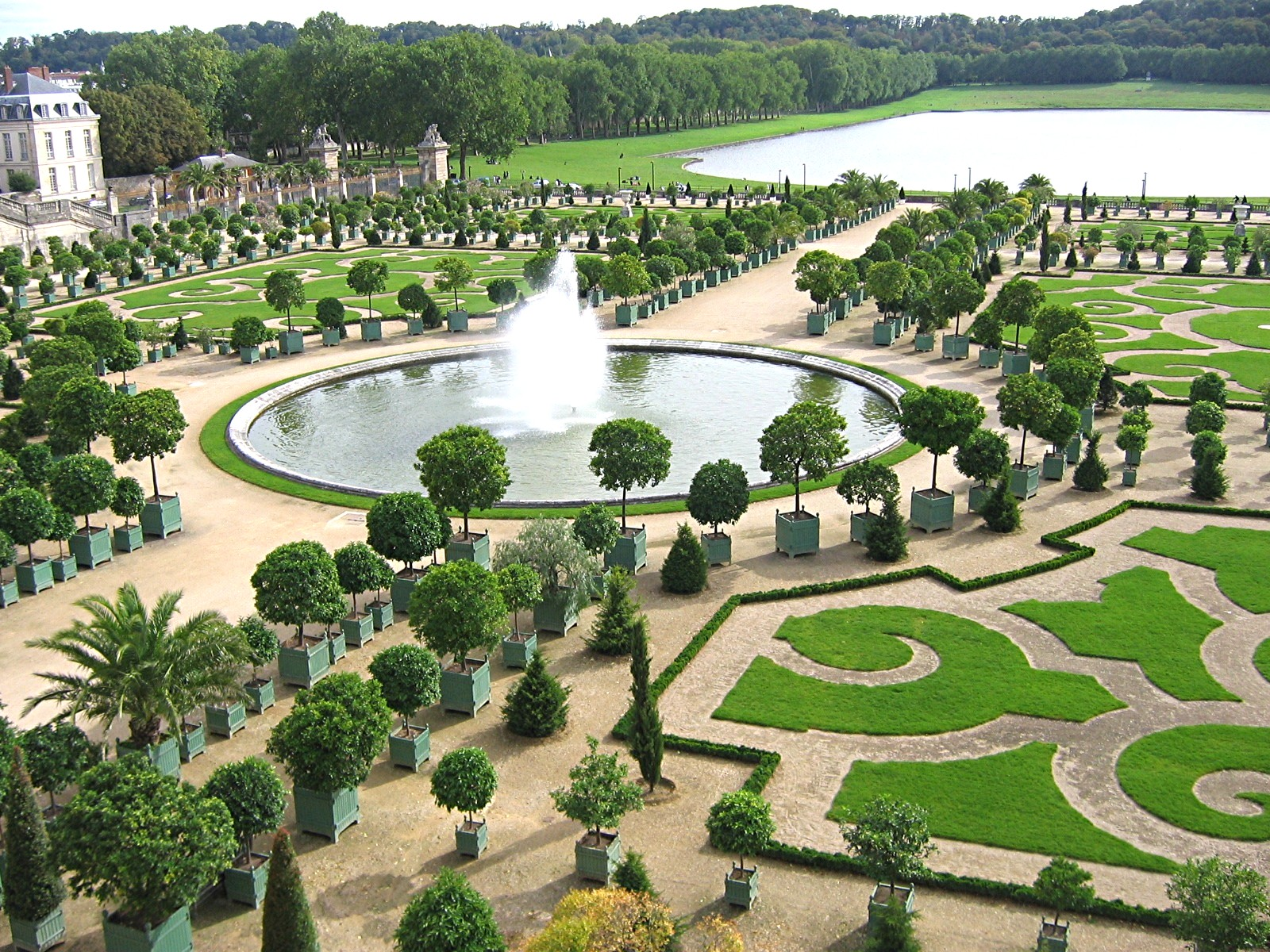
Парк у Версалі, типовий регулярний парк

### За кордоном

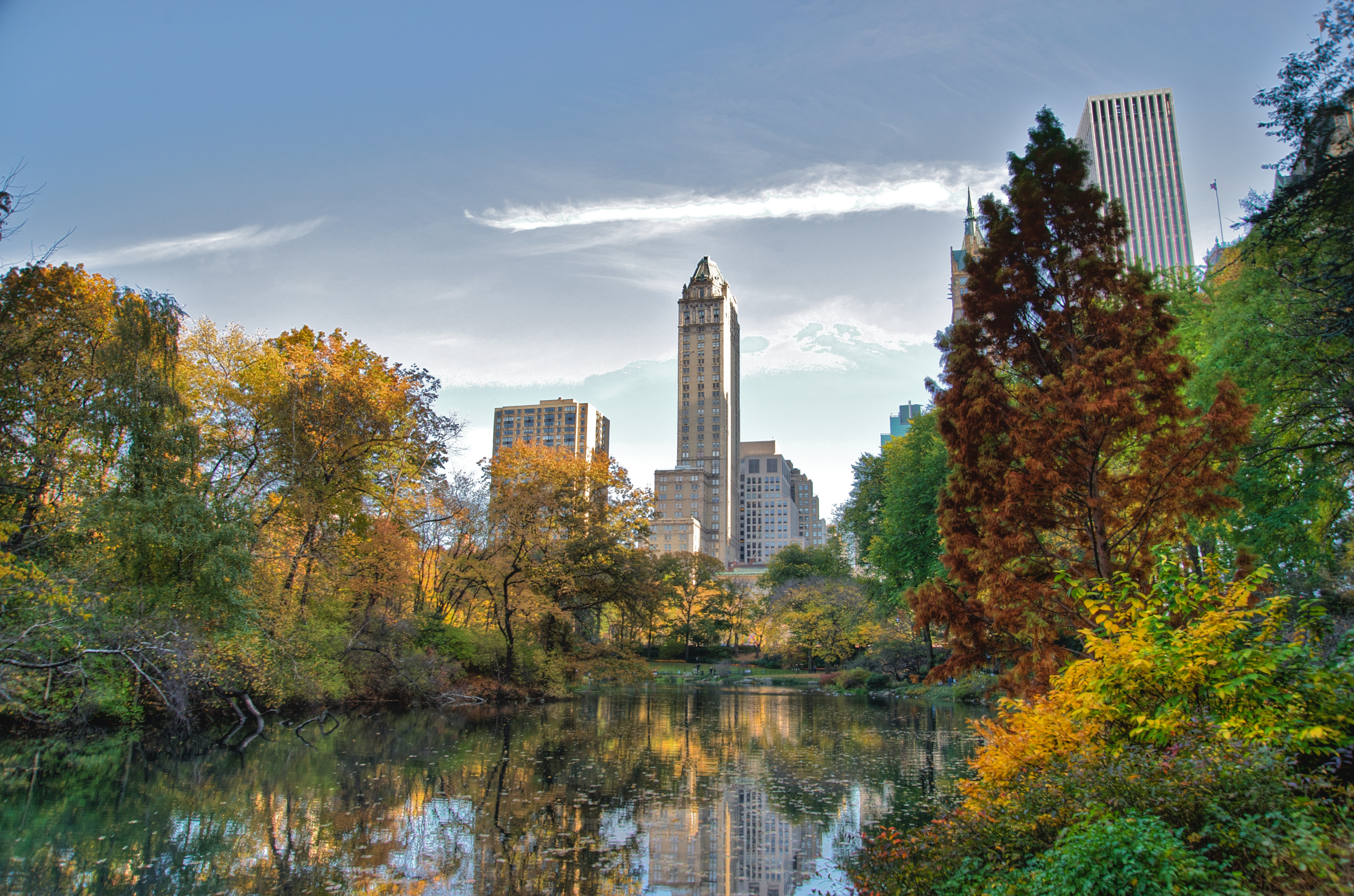
Центральний парк, Нью-Йорк

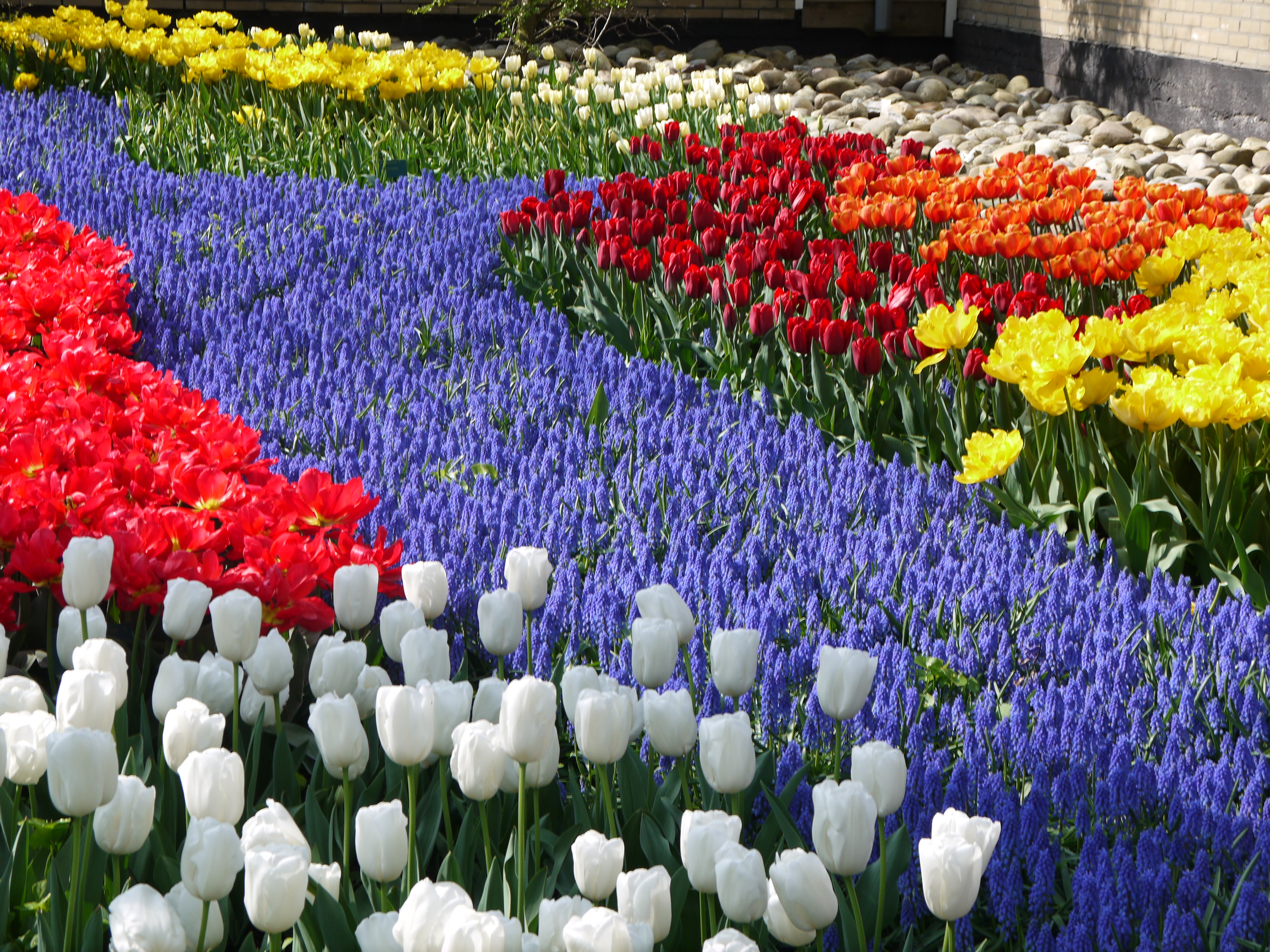
Королівський парк квітів Кекенхоф, Ліссе (Нідерланди)